# 삼척 교수당
삼척 교수당(三陟 敎授堂)은 대한민국 강원특별자치도 삼척시 근덕면 하맹방리에 있는, 고려시대의 문신인 홍준이 고려가 앞으로 혼란해질 것이라 예감하고, 삼척에 내려와 살면서 제자를 가르치기 위해 지은 건물이다. 1979년 5월 30일 강원도의 유형문화재 제61호로 지정되었다.

## 개요
고려시대의 문신인 홍준이 고려가 앞으로 혼란해질 것이라 예감하고, 삼척에 내려와 살면서 제자를 가르치기 위해 지은 건물이다. 고려 우왕 14년(1388)에 처음 지었으며，현재의 건물은 최근에 다시 지어졌다.
앞면 4칸·옆면 2칸 규모이며，지붕 옆면이 여덟 팔(八)자 모양인 팔작지붕건물이다. 좌우 1칸에서만 출입이 가능하며，나머지 부분은 모두 난간으로 처리되었다.
건물 안에는 선생의 스승이었던 목은 이색의 시가 새겨진 판목이 보관되어 있다.

## 같이 보기
- 홍준

## 참고 문헌
- 삼척교수당 - 국가유산청 국가유산포털